# Li Xin (artiste)
 (juillet 2024).
L'article doit être relu — et modifié si nécessaire — par des contributeurs indépendants pour apporter un regard critique aux contributions effectuées en violation des conditions d'utilisation de Wikipédia, tant sur la forme (notamment concernant le style encyclopédique, la proportionnalité) que sur le fond (la neutralité de point de vue, la qualité et l'indépendance des sources).
 (avril 2024).
La mise en forme du texte ne suit pas les recommandations de Wikipédia : il faut le « wikifier ».
Les points d'amélioration suivants sont les cas les plus fréquents. Le détail des points à revoir est peut-être précisé sur la page de discussion.
- Les titres sont pré-formatés par le logiciel. Ils ne sont ni en capitales, ni en gras.
- Le texte ne doit pas être écrit en capitales (les noms de famille non plus), ni en gras, ni en italique, ni en « petit »…
- Le gras n'est utilisé que pour surligner le titre de l'article dans l'introduction, une seule fois.
- L'italique est rarement utilisé : mots en langue étrangère, titres d'œuvres, noms de bateaux, etc.
- Les citations ne sont pas en italique mais en corps de texte normal. Elles sont entourées par des guillemets français : « et ».
- Les listes à puces sont à éviter, des paragraphes rédigés étant largement préférés. Les tableaux sont à réserver à la présentation de données structurées (résultats, etc.).
- Les appels de note de bas de page (petits chiffres en exposant, introduits par l'outil «  Source ») sont à placer entre la fin de phrase et le point final[comme ça].
- Les liens internes (vers d'autres articles de Wikipédia) sont à choisir avec parcimonie. Créez des liens vers des articles approfondissant le sujet. Les termes génériques sans rapport avec le sujet sont à éviter, ainsi que les répétitions de liens vers un même terme.
- Les liens externes sont à placer uniquement dans une section « Liens externes », à la fin de l'article. Ces liens sont à choisir avec parcimonie suivant les règles définies. Si un lien sert de source à l'article, son insertion dans le texte est à faire par les notes de bas de page.
- La présentation des références doit suivre les conventions bibliographiques. Il est recommandé d'utiliser les modèles {{Ouvrage}}, {{Chapitre}}, {{Article}}, {{Lien web}} et/ou {{Bibliographie}}. Le mode d'édition visuel peut mettre en forme automatiquement les références.
- Insérer une infobox (cadre d'informations à droite) n'est pas obligatoire pour parachever la mise en page.

Pour une aide détaillée, merci de consulter Aide:Wikification.
Si vous pensez que ces points ont été résolus, vous pouvez retirer ce bandeau et améliorer la mise en forme d'un autre article.
 (avril 2024).
Pour les articles homonymes, voir Li et Li Xin.
Dans ce nom chinois, le nom de famille, Li, précède le nom personnel.
Li Xin (chinois simplifié: 李昕; pinyin: lǐ xīn ) est un artiste peintre chinois, né en 1973 à Shaanxi (Chine). Depuis 2002, il vit et travaille entre la France, à Paris et la Chine, Pékin[réf. souhaitée].

## Biographie
Li Xin né en 1973 dans la province de Shaanxi (Chine)[réf. souhaitée].
En 1996, il est diplômé de l'Académie centrale des beaux-arts et de design de Chine.
En 2002, il vient pour la première fois en France.

## Œuvres
Li Xin est à la fois peintre calligraphe et dessinateur.
L'artiste privilégie l'utilisation de l'encre, médium traditionnel chinois, tout en explorant également la peinture à l'huile. Son travail s'inspire des traditions anciennes et se mêlent à la modernité de la peinture minimaliste.
Il utilise généralement l'encre pure qu'il dilue avec parcimonie sur divers médiums tels que le papier, la céramique, la toile ou les paravents. Son utilisation particulière de l'eau pour créer, est ce qu'il décrit comme l' "acteur créatif".

## Expositions personnelles
- 2012 Au fil de l'eau Yishu8, Pékin, Chine. TV5 Monde
- 2014 stillness is the move avec l'artiste Kim Yeong Gill, Shanghai Gallery of Art, Shanghai, Chine[2]
- 2017 Lagunes Nouvel Institut Franco-Chinois, Lyon, France[3]
- 2017 Lagunes Musée des Beaux-Arts de Lyon, France[4]
- 2018 Galerie de Sèvres, Paris, France[5]
- 2022 Compassion dans le parcours Trame de la 16e Biennale d’art contemporain de Lyon à La Chapelle de l’Hôtel-Dieu à Lyon, France[6]

## Expositions collectives
- 2016 : Musée Angerlehner, Wels, Autriche
- 2018 : Musée Himalaya, Shanghai, Chine
- 2018 : Musée de Suzhou, Chine
- 2018 : Musée National des Arts Asiatique – Guimet, Paris, France
- 2020 : Musée Rodin, Paris, France[7],[8]
- 2022 : Bons baisers de pékin Musée National des Arts Asiatique – Guimet, Hôtel d’Heidelbach, Paris, France[9]

## Collaborations

### Musée Rodin
En 2020, dans le cadre de création des décors contemporains de l’hôtel de Biron au Musée Rodin. Li Xin à créer pour la salle de la Danaïde 6 médaillons peints. Voulant représenter l’Afrique, l’Europe et l’Asie, trois artistes ont été choisis pour créer des œuvres sur les thèmes de la terre, du feu et de l’eau, trois éléments en résonance avec la sculpture dans l’œuvre de Rodin. Barthélémy Toguo représentant la terre, Jean-Paul Marcheschi le feu, et enfin Li Xin représentant l'eau.

### Manufacture de Sèvres
En 2017, Li Xin, sur invitation de la Manufacture de Sèvre, invente de nouvelles formes de tableaux et de sculptures peintes sur porcelaine, cette collaboration à donné lieu à un ensemble de dix-huit œuvres.

### Hermès
En 2015, sur l’invitation de Pierre-Alexis Dumas, directeur artistique de la maison Hermès, l’artiste a réalisé spécialement une série de peintures pour l'écrin du parfum: "Le Jardin de Monsieur Li". Ce dernier a été composé par Jean-Claude Ellena, parfumeur de la maison, inspiré par son voyage en Chine et sa rencontre avec l'artiste.

## Collections
En France :
- Musée Rodin, Paris, France
- Musée National des Arts Asiatique – Guimet, Paris, France
- Manufacture et musée national de Sèvres, France
- Emile Hermès Collection, Paris, France

En Chine :
- Ambassade de France, Beijing, China